# Santa Clara (Chile)
Santa Clara es una localidad chilena ubicada en la comuna de Bulnes, de la Provincia de Diguillín, en la Región de Ñuble.

## Historia
Todo partió cuando el terrateniente Manuel Palacio Muñoz se casó con Juana Zapata Sotomayor. Los 2 vivían en un gran fundo, con muy pocas casas. La pareja era tan devota de Santa Clara de Asís que puso a una de sus hijas el nombre Clara y, también en su homenaje, tras muchos años de esfuerzo, nombró de esa forma la primera estación de tren que pasaría por esas tierras.
Cada 11 de agosto -día de la Santa Clara de Asís- se celebra en la localidad su aniversario, siendo que su primera celebración se realizó en 2016.

## Demografía
Según el censo chileno de 2002, cuenta con 1833 habitantes, de los cuales, 921 personas corresponden a hombres y 912 a mujeres, distribuidos en 511 viviendas, lo que corresponde a 3,58 personas por casa. El área del pueblo corresponde 1,68 km², lo que le da una densidad de 1091,07 personas por km².